# Galina Goleusowa
Galina Nikołajewna Goleusowa z domu Kamardina (ros. Галина Николаевна Голеусова (Камардина), ur. 3 stycznia 1951 w miejscowości Wierchnij Łomowiec w rejonie dołgorukowskim) – ukraińska ekonomistka, wykładowca Uniwersytetu Kijowskiego, w młodości radziecka lekkoatletka, sprinterka.
Ma stopień doktora nauk ekonomicznych. Jest wykładowcą Uniwersytetu Kijowskiego.
Zwyciężyła w sztafecie 4 × 2 okrążenia (w składzie: Lubow Finogenowa, Kamardina, Wira Popkowa i Ludmyła Aksionowa) na halowych mistrzostwach Europy w 1971 w Sofii.
Była mistrzynią ZSRR w sztafecie 4 × 400 metrów w 1972 oraz brązową medalistką w hali w biegu na 400 metrów w 1971.